# جامع الشيخ محمد بن إبراهيم
جامع الشيخ محمد بن إبراهيم أحد مساجد منطقة قصر الحكم، يقع الجامع في منطقة قصر الحكم في حي الديرة وسط مدينة الرياض عاصمة المملكة العربية السعودية .

## البناء
يعد جامع الشيخ محمد بن إبراهيم أحد المساجد التاريخية في مدينة الرياض، وكان فيما مضى بمثابة منارة للعلم والمعرفة طول عقود مضت، ثم أتت الهيئة العليا لتطوير مدينة الرياض وقامة باعادت تشييد المسجد في موقعه السابق، على مساحة تبلغ تسعة آلاف متر مربع، ويتسع لخمسة الاف مصلي، ويتكون المسجد من مصلى للرجال وآخر للنساء، بالإضافة لصحن ورواق، إضافة إلى مكاتب لهيئة الأمر بالمعروف والنهي عن المنكر، وسكن للإمام والمؤذن، ومرافق للصيانة، ومحلات تجارية ومكتبة، ومواقف للسيارات.

## العمارة
ما يميز جامع الشيخ محمد بن إبراهيم وجود مئذنة مربعة الشكل ملتصقة بمبنى المسجد ويحيط بها درج ملتوي عليها، وقد صمم المسجد بشكله الحالي ليندمج مع محيطه العمراني في منطقة قصر الحكم، والذي يحوي أسواقا شعبية قديمة كانت في الأصل مركز الرياض التجاري، لذلك أحيط مبنى قاعة الصلاة بالدكاكين الصغيرة في الجهة الغربية والجنوبية وهي دكاكين صغيرة لا يتجاوز عمقها ثلاثة أمتار وعرضها كذلك، كما يحوي المسجد على الصحن الموجود في الجهة الشرقية من المسجد ويحيط به رواق، قاعة الصلاة تقسمها الأعمدة إلى خمسة صفوف طولية ومثلها عرضية مجموعها 25 مربعا ضلع الواحد مها 9 أمتار، كما أن أعمدة قاعة الصلاة لا تؤدي دورا إنشائيا فحسب بل هي تقوم بدور الموزع للهواء إذ أنها مفرغة من الداخل وتحتوي قنوات تكييف، ففي أعلى كل عمود نجد فتحات طولية تبث الهواء المكيف وأخرى تقوم بشفطة لكي يرسل إلى السطح حيث توجد معدات التكييف لإعادة تبريده .

## وصلات خارجية
- موقع المسجد على الخريطة
- صورة بانورامية للمسجد